# Досталиева, Назпари Ахмед Али кызы
Досталиева Назпари Ахмед Али кызы (род. 23 декабря 1959, Баку) — певец, Народный артист Азербайджана (2008).

## Биография
Назпари Досталиева родилась 23 декабря 1959 года в городе Баку. В 2002 году она окончила Азербайджанский Государственный Университет Искусств.
На большую сцену она вышла в 1996 году. Её первым хитом стала песня «Nə olar, Allahım, ayırma bizi».
С 1998 года Назпари Досталиева является солисткой Азербайджанской Государственной Телерадиокомпании. Она выпустила 25 дисков и 3 альбома.
В 2015 году она дала сольный концерт в большом зале Lütfü Kırdar в Турции (Стамбул). Она также выступала во Франции (Париж), Германии (Бонн, Франкфурт, Кёльн, Ганновер), Нидерландах (Амстердам), Норвегии и на Кипре.
С 1999 года Назпари Досталиева работает с композитором и аранжировщиком Сиявуш Керими.
В 2001 году она выступала в Осло (Норвегия) и с хором Skruk в нескольких городах Норвегии. На фестивале на острове Нордкап ей было присуждено 1-е место.
В 2002 году стала «Заслуженной артисткой Азербайджана». В 2008 году удостоена звания «Народный артист Азербайджана».
Назпари Досталиева состоит в браке и имеет двух сыновей.

## Видеография
- «Heyf O Sevgiyə»
- «Belə Ayrılmayaydıq»
- «Bağışla, Ana»
- «Mənim Göz Yaşımı Görməyəcəksən»
- «Payız Axşamı»
- «Dilbərim»
- «Dəniz»
- «Ağarma Saçlarım» (дует с Аşıq Zülfiyyə)
- «Gecikmiş Məhəbbət»
- «Əlvida»
- «Hardasan»
- «Yarpaqlar Titrəsə»
- «Dayanın, İnsanlar» (Stop People)
- «Sənli-Sənsiz Günlərim»
- «Qəlbim Bir Dənizdir»
- «Sarışınım»
- «Sevgi Qarğışı»
- «Getdi Yar» (дует с Next)
- «Sehir»
- «Dur Gedək»
- «Tanrıma Əl Açıram»
- «Çinar»
- «Vüsal Günü»
- «Dözmədim Sənsizliyə» (дует с Eltəkin Səfərəliyev)
- «Azərbaycanım»
- «Qələbə Paradı» (дует с Samir Cəfərov)
- «Lay-Lay»
- «Sən Gedəndən»
- «Al Yarim»
- «Dəli Küləklər» (дует с Rövşən Məmmədov)

## Фильмография
- Qağayı (film, 2012)